# Große Amerikanische Bulldoggfledermaus

Verbreitungsgebiet (laut IUCN größere Populationen im Norden sowie bis Bolivien)

Die Große Amerikanische Bulldoggfledermaus (Eumops dabbenei) ist ein in Südamerika verbreitetes Fledertier in der Familie der Bulldoggfledermäuse. Das Typusexemplar stammt aus der Provinz Chaco in Argentinien. Der Artzusatz im wissenschaftlichen Namen ehrt Dr. Roberto Dabbene, der als Konservator beim Nationalmuseum in Buenos Aires tätig war.

## Merkmale
Wie der Name andeutet, ist die Art mit einer Gesamtlänge von 184 bis 192 mm, inklusive eines 59 bis 66 mm langen Schwanzes und mit 71 bis 86 mm langen Unterarmen, ein großer Gattungsvertreter. Die Hinterfüße sind etwa 18 mm lang und die Länge der Ohren liegt bei 28 bis 32 mm. Im Erscheinungsbild ist die Art der Underwood-Bulldoggfledermaus (Eumops underwoodi) und der Westlichen Bulldoggfledermaus (Eumops perotis) sehr ähnlich. Eindeutige Unterscheidungsmerkmale liegen in Details des Schädels und des Tragus im Ohr. Die kastanienbraunen Haare der Oberseite sind an der Wurzel heller. Manche Populationen sind eher grau und die Unterseite ist heller. Bei dieser Fledermaus sind die Ohren auf der Stirn zusammengewachsen. Es kommt ein 2 mm langer Tragus und ein dreieckiger Ballen auf dem Daumen vor. Die Zahnformel lautet I 1/2, C 1/1, P 2/2, M 3/3, was 30 Zähne im Gebiss ergibt. Es sind Drüsen auf der Kehle vorhanden, die bei Männchen größer sind.

## Verbreitung und Lebensweise
Laut IUCN hat die Art eine Population in Kolumbien und Venezuela sowie eine weitere von Bolivien und Paraguay bis ins nördliche Argentinien. Ein Vorkommen in angrenzenden Regionen Brasiliens ist sehr wahrscheinlich. Diese Fledermaus hält sich in trockenen Wäldern, Savannen und Kulturlandschaften auf. Sie bewohnt Gebiete auf 25 bis 1100 Meter Höhe.
Die Große Amerikanische Bulldoggfledermaus ruht am Tage in Baumhöhlen und Gebäuden. Sie jagt in der Nacht Insekten und die Rufe zur Echoortung sind teilweise als zischende Schreie zu hören.

## Gefährdung
Die Art wird von der IUCN als nicht gefährdet (least concern) gelistet aufgrund fehlender Bedrohungen und einer vermutlich großen Gesamtpopulation.